# Adolf Rieger
Adolf Rieger (* 25. August 1899 in Berlin; † 2. Mai 1956 in Stuttgart) war ein deutscher Ringer. Er gewann bei den Olympischen Spielen 1928 in Amsterdam eine Silbermedaille im griechisch-römischen Stil im Halbschwergewicht.

## Werdegang
Adolf Rieger war zunächst Angehöriger des SC Heros Berlin, der SpVgg Berlin-Ost und gründete 1931 den Berliner KV 1931, für den er bis Ende der 1930er Jahre rang.
Im Januar 1922 besiegte Adolf Rieger in einem Städtekampf Kopenhagen gegen Berlin den dänischen Meister im Halbschwergewicht Svend Nielsen nach Punkten. Das war das erste Mal, dass er auf der internationalen Ringermatte für Aufsehen sorgte.
Bereits 1924 wurde er deutscher Meister im Schwergewicht vor Europameister Ferdinand Muß, Hörde und August Köstner Sr., Bamberg. 1926 vertrat er Deutschland in einem Länderkampf gegen Dänemark und unterlag gegen Einar Hansen. 1927 errang er den deutschen Meistertitel im Halbschwergewicht vor Europameister Robert Rupp, Mannheim und Emil Poganiatz, Pirmasens.
1927 startete er bei der Europameisterschaft in Budapest im Halbschwergewicht. Er kam dort zu Punktsiegen über Einar Hansen, Dänemark, Rudolf Loo, Estland, Ferenczy, Ungarn und Alexander Szabo, Tschechoslowakei und verlor seinen letzten Kampf gegen Thure Sjöstedt, Schweden. Dem damaligen unausgegorenen Reglement war es dann geschuldet, dass er auf dem 4. Platz landete. Nach der 5. Runde waren er, Szabo, Sjöstedt und Loo übrig, die aber schon alle gegeneinander gerungen hatten. Deshalb war der Wettkampf zu Ende und es entschied die Anzahl der Fehlerpunkte. Dabei kam Szabo mit 3 Fehlerpunkten am besten weg. Sjöstedt und Loo hatten je 6 Fehlerpunkte und Adolf Rieger hatte 7 Fehlerpunkte. Obwohl er Szabo und Loo besiegt hatte, kam er deshalb nur auf den 4. Platz.
1928 gewann Adolf Rieger in der Qualifikation für die Olympischen Spiele 1928 in Amsterdam vor Robert Rupp. Die Teilnahme an den Olympischen Spielen in Amsterdam wurde zum Höhepunkt seiner sportlichen Laufbahn. Er besiegte Einar Hansen, Dänemark, Gaupseth, Norwegen, Otto Pohla, Estland, Appels, Belgien, und Galuszka, Polen, ehe er im Finale gegen Ibrahim Mustafa, Ägypten, unterlag. Somit gewann er die Silbermedaille vor Onni Pellinen, Finnland.
In den folgenden Jahren zeigte er seine besten Leistungen meist in den Mannschaftskämpfen für seinen BKV, konnte sich aber gegen die starke deutsche Konkurrenz wie Rupp, Paul Böhmer, Reichenhall, Anton Vogedes, Dortmund, Erich Siebert, Mainz und Werner Seelenbinder, Berlin, nicht mehr durchsetzen.

## Internationale Erfolge
| Jahr | Platz  | Wettbewerb                       | Gewichtsklasse | Ergebnisse |
| 1923 | 1.     | Intern. Turnier in Budapest      | Halbschwer     | vor Harry Nilsson, Schweden und Istvan Farago, Ungarn |
| 1923 | 3.     | Göteborger Kampfspiele           | Halbschwer     | hinter Edvin Westerlund, Finnland und Vaester, Estland |
| 1923 | 4.     | Intern. Messe-Championat in Wien | Mittel         | hinter Fritz Bräun, Deutschland, Peter Stockbauer und Franz Drahozal, beide Österreich                                                                                  |
| 1927 | 4.     | EM in Budapest                   | Halbschwer     | mit Siegen über Einar Hansen, Dänemark, Rudolf Loo, Estland, Ferenczy, Ungarn und Alexander Szabó, Tschechoslowakei und einer Niederlage gegen Thure Sjöstedt, Schweden |
| 1928 | Silber | OS in Amsterdam                  | Halbschwer     | nach Siegen über Einar Hansen, Gaupseth, Norwegen, Otto Pohla, Estland, Appels, Belgien und Galuszka, Polen und einer Niederlage gegen Ibrahim Moustafa, Ägypten        |
| 1928 | 2.     | Intern. Turnier in Stockholm     | Halbschwer     | hinter Carl Westergreen, Schweden |

## Erfolge bei nationalen Wettkämpfen
| Jahr | Platz | Wettbewerb                   | Gewichtsklasse | Ergebnisse |
| 1922 | 5.    | Deutsche Kampfspiele in Köln | Halbschwer     | hinter Wilhelm Knöpfle, Untertürkheim, Karl Müller, Bruchsal, Rudolf Pereles, Wien und Julius Maier, Untertürkheim     |
| 1923 | 3.    | Deutsche Meisterschaft       | Mittel         | hinter Viktor Fischer (Ringer), Köln und Fritz Schürmann, Mülheim/Ruhr, vor Fritz Bräun, Oberstein                     |
| 1924 | 1.    | Deutsche Meisterschaft       | Schwer         | vor Ferdinand Muß, Hörde und August Köstner sen., Bamberg                                                              |
| 1927 | 1.    | Deutsche Meisterschaft       | Halbschwer     | vor Robert Rupp, Sandhofen und Emil Poganiatz, Pirmasens                                                               |
| 1928 | 1.    | Olympia-Qualif. in Koblenz   | Halbschwer     | vor Robert Rupp |
| 1932 | 3.    | Olympia-Qualif. in Mannheim  | Halbschwer     | hinter Heinrich Heitmann, Hörde und Robert Rupp, vor Fritz Bräun, Paul Böhmer, Reichenhall und Anton Vogedes, Dortmund |